# Mary Kaye
Mary Kaye, geboren als Mary Ka'aihue (Detroit (Michigan), 9 januari 1924 - Las Vegas (Nevada), 17 februari 2007) was een Amerikaans musicus. Ze was met name in de jaren vijftig en zestig actief. Mary Kaye heeft koninklijk bloed, omdat ze van koningin Liliuokalani afstamt, de laatste regerende Hawaïaanse koningin. Ze werd geboren in een showbusinessfamilie.
Ze wordt samen met Louis Prima beschouwd als de grondlegger van het Las-Vegas-Lounge fenomeen. Dit is een feest waar allerlei beroemde en gewone mensen komen en dat de hele nacht duurt.
In 1956 is ze gefotografeerd voor de advertentie van de nieuwe Fender Stratocaster gitaar. Deze "blonde" gitaar met gouden onderdelen wordt in de volksmond ook wel de "The Mary Kaye Strat" genoemd.
Mary Kaye stierf op 17 februari 2007 in een ziekenhuis in Las Vegas aan een longziekte.